# 白金化セシウム
白金化セシウム（はっきんかセシウム、英語: Caesium platinide、羅Caesium platinatum, Caesii Platinidum）は、イオン性化合物の一種で化学式はCs2Ptであり、その中の白金は珍しい負の価数-Pt 2- を持つ。バンドギャップの大きさ（禁制帯幅）が0.9eVの半導体である。 

## 製法
白金化セシウムは、白金とセシウムの単体をタンタル（Ta）アンプル中で反応させることで得られ、反応温度は700℃である ：
2 Cs + Pt → Cs2Pt

## 化学的性質
白金化セシウムは空気や水とは極めて反応しやすい 。
この塩は擬カルコゲンに数えられる。白金化セシウムの結晶構造は、Ni2Inの構造に類似している。各白金原子は9つのセシウム原子に囲まれている。 セシウムからの唯一の価電子は完全に白金に渡されている。結晶は半透明で、1.5eVのバンドギャップの赤色を呈する。

## 参照
1. 1 2 3  Jansen, Martin (2005-11-30). “Effects of relativistic motion of electrons on the chemistry of gold and platinum”. Solid State Sciences 7 (12):  1464–1474. doi:10.1016/j.solidstatesciences.2005.06.015.
2. ↑  Andrey Karpov, Jürgen Nuss, Ulrich Wedig, et al. Cs2Pt, a Platinide(-II) Exhibiting Complete Charge Separation アーカイブ 2016年3月4日 - ウェイバックマシン
3. ↑  Martin Jansen (2005-12). Effects of relativistic motion of electrons on the chemistry of gold and platinum. 7. pp. 1464–1474. doi:10.1016/j.solidstatesciences.2005.06.015